# Spodnja Panonija (frankovska dežela)
Spodnja Panonija je bila v 9. stoletju po n.š. srednjeveška dežela med reko Donavo in porečjem Save, ki se je raztezala na področju današnje zahodne  Madžarske, severne Hrvaške , severovzhodne Slovenije in predelov Bosne in Hercegovine ob reki Savi. Dežela je nastala na zahodnem območju predhodne Avarije, ko so po letu 795 te predele osvojili  Franki, in jih poimenovali z antičnimi imeni provinc Gornje in Spodnje Panonije.  V Spodnji Panoniji se je izoblikovalo več političnih tvorb, od katerih so nekatere uživale veliko neodvisnosti. V južnem delu Spodnje Panonije se je knez Ljudevit Posavski uprl frankovski upravi, nekaj desetletij pozneje pa je knez Kocelj v severnem delu Spodnje Panonije uspel uveljaviti pravo slovansko neodvisno državo Spodnjo Panonijo.  Konec 9. stoletja so to področje zavzeli Madžari. 

## Spodnja Panonija v prvih letih
Že ob osvojitvah avarskega ozemlja  med Donavo in Posavjem so Franki zanj verjetno uveljavili ime Spodnja Panonija, razen pri Zgornji Panoniji med reko Rabo  in današnjim Dunajem.   Vendar se zdi mogoče tudi to, da je tako imenovana Spodnja Panonija  v različnih obdobjih  obsegala različne pokrajine; in sicer najprej južno Spodnjo Panonijo s središčem v Sisku  in šele kasneje severno Spodnjo Panonijo s središčem v Blatenskem kostelu.  Zahodno od Blatnega jezera je zaradi migracij Karantancev nastal Okraj Karantancev." Tudi v Spodnji Panoniji južno od Drave (Slavonija) najdemo Slovane  in sicer najkasneje ob uporu Ljudevita Posavskega. Obstaja pa možnost, da so Slovani tod živeli že v času Avarov, in da je Vojnomir Slovan, če je bil resnično spodnjepanonski knez Slovanov, Frankom pomagal osvobajati svojo domovino.. Ko je Karel Veliki v letu 803 končal vojne z Avari, je preuredil upravo osvojenih dežel in takrat je bila Panonija razdeljena med dve marki in sicer na Obrsko marko in na Furlansko marko, ki je vključevala ozemlje vse do reke Rabe. "

## Upor Ljudevita Posavskega
V Furlanski marki je kmalu prišlo do velikih težav. Po smrti Karla Velikega je osrednja frankovska oblast zelo oslabela, dvignili pa so se lokalni velikaši, zlasti mejni grofje. Ker pritožbe zoper furlanskega mejnega grofa Kadolaha, ki je v slovanskih deželah izkoriščal prisotnost frankovske vojske zaradi nevarnosti Bolgarov in na silo uveljavljal frankovski fevdalizem, niso zalegle, je  spodnjepanonski knez Ljudevit Posavski, oblastnik v južni Spodnji Panoniji (imenovan za voditelja Spodnje Panonije  ali dux Pannoniae inferioris ), pričel z oboroženo vstajo.  Po več letih bojev (819-822) se je vstaja končala s popolnim porazom Ljudevitovih sil,  njegova dežela pa je bila opustošena. Kasnejša severna različica Spodnje Panonije je na začetku morda pripadala Zgornji Panoniji, saj so Bolgari severno od reke Drave leta 827 oplenili Zgornjo Panonijo, vsekakor pa frankovski viri kmalu zatem izraz Spodnja Panonija uporabljajo za prostor med reko Dravo na jugu in reko Rabo oziroma Donavo na severu.  V stari (južni) Spodnji Panoniji se tudi po padcu Ljudevita domači slovanski knezi obdržijo še do leta 827, ko so deželo osvojili Bolgari, v njej pa je potem pod bolgarsko nadoblastjo še nekaj časa vladal domači knez Ratimir, ki pa ga je mejni grof  Ratbod zrušil zaradi podpore Pribini in Koclju.

## Pribina in Kocelj
Pribina je bil do leta 833 nitranski knez s področja današnje Slovaške, leta 839 pa je iz Ratimirjeve dežele pribežal na ozemlje nekdanje Karniole k tamkajšnjemu grofu Sallachu.  Že od leta  840 je imel v fevdu del Spodnje Panonije okrog Blatenskega kostela. Kot zvest frankovski vazal, verjetno z bavarskimi sorodstvenimi vezmi, je leta 847 postal grof (severne) Spodnje Panonije.  Pribinov sin Kocelj je očeta nasledil leta 862, zaradi sporov o načinu bogoslužja in zaradi povezav z Velikomoravsko se je Kocelj uprl frankovski oblasti in od leta 869 pa vsaj do leta 874 vladal kot neodvisen vladar v državi Spodnji Panoniji. "

## Regnum Carentanum
Kmalu potem, ko je Kocelj izginil iz zgodovinski zapisov, je bilo ozemlje severne Spodnje Panonije skupaj s Karantanijo, zgornjim Posavjem in Zgornjo Panonijo vključeno v novo frankovsko politično tvorbo- v Regnum Carantanum ali v Karantanski regnum; to je v Karantansko neodvisno gospostveno območje. Karantanski regnum je nastal tudi zaradi tega, ker je Karoling Karlman nezakonskemu sinu  Arnulfu Koroškemu poskušal omogočiti čim boljše možnosti za družbeni vzpon. Vzroki, ki so okrepili Karantanski regnum pa so gotovo tudi domače narave - vzhodnoalpsko slovansko prebivalstvo je bilo dovolj močno tudi v višjih družbenih slojih, da je lahko stekel proces, v marsičem soroden nastajanju plemenskih vojvodin. Darovnice, s katerimi je imel v letih 876-888 opraviti diakon Gundbato, kažejo, da je imel Arnulf v Karantanskem regnumu celo kraljevske prerogative podeljevanja fevdov, kar kaže na notranjo samostojnost tega območja. Regnum je obstajal vsaj od leta 876, spor med Arnulfom in velikomoravskim vladarjem Svetopolkom pa je zanetil vojno  v letih 882 -884,  v kateri je Svetopolkova vojska Arnulfovo Spodnjo Panonijo opustošila, mnoge tlačani pobila, voditelje pa odvedla v ujetništvo ali pa pohabila. Karantanski regnum in bavarsko-karantanski Regnum Arnulfi sta leta 887 omogočila, da se je na državnem zboru v Triburu/Trieru pojavil tudi Arnulf z vojsko Bavarcev in karantanskih Slovanov in osvojil frankovsko oblast. Ker je Arnulf odtlej nastopal kot frankovski vladar, lahko o regnumih po letu 887 govorimo le še pogojno. 

## Braslav in Madžari
V (nekdanji?) južni Spodnji Panoniji je med leti 872 in 873 nemara vladal neki knez Mutimir, saj mu je papež pisal, da naj prizna oblast panonskega škofa.  obstaja tudi manjša možnost, da se je oblast kneza Koclja še do 876  razširjala tudi skozi južno Spodnjo Panonijo. Kakorkoli že- šele leta 884 na tem območju vlada knez Braslav (dux Brazlavo), ki je imel celo svoj lasten klientelni regnum. Prav na Braslava se je obrnil Arnulf Koroški, ko so ga napadli Madžari in tako je Braslavu leta 896 dodelil področje (severne) Spodnje Panonije z Blatenskim kostelom.  Vendar so Madžari kmalu preplavili vse Braslavovo ozemlje, ki so ga zasedli že najkasneje v letih 899-900.